# Fontdepou
Fontdepou es una entidad de población española del municipio de Áger, perteneciente a la provincia de Lérida, en la comunidad autónoma de Cataluña.

## Toponimia
El lugar puede aparecer referido como «Fontdepou» y «Fondepou».

## Historia
Hacia mediados del siglo XIX, el lugar ya pertenecía a Áger. Aparece descrito en el octavo volumen del Diccionario geográfico-estadístico-histórico de España y sus posesiones de Ultramar de Pascual Madoz con las siguientes palabras:

FONDEPOU: ald. dependiente del ayunt. y arciprestazgo de Ager, en la prov. de Lérida, part. jud. de Balaguer: se halla sit. sobre una prominencia que la forma una pequeña cantera de piedra pizarrosa: combatida por todos los vientos, los que mas le dominan son los de N. y NO. El clima templado, es muy saludable, no padeciéndose mas enfermedades que algunas catarrales. Tiene 14 casas distribuidas en una calle y una plazuela, con una pequeña igl. dedicada á San Macario, aneja de la parr. de Ager; el cementerio se halla junto á la misma en la parte occidental. El térm. de esta ald. se halla enclavado en el de la v. de Ager, cuyos confines pueden verse en el art. de aquella pobl., y el terreno es de inferior calidad que aquel, por estar compuesto de un carrascal, como decimos en aquella descripcion en la parte occidental, donde se halla situada esta ald.: se crian en él varias encinas y robles en diferentes puntos, que se utilizan para el carboneo. Los caminos que dirigen á Balaguer, Ager y otros pueblo, en muy mal estado, y recibe la correspondencia de la carteria de este último punto. prod.: centeno, cebada, escaña, avena, aceite y vino de mala calidad y en poca cantidad, cuya cosecha queda descrita con mas latitud en el art. de la v. de Ager. ind.: los habitantes de esta ald. son los que se dedican á la fabricacion del carbon, con lo cual atienden principalmente á su miserable subsistencia. pobl., riqueza y contr. con el ayuntamiento.
(Madoz, 1847, pp. 120-121)

En 2022, la entidad singular de población tenía empadronados trece habitantes y el núcleo de población, los mismos.